# SpVg Hagen 1911
SpVg Hagen is een Duitse voetbalclub uit Hagen, Noordrijn-Westfalen.

## Geschiedenis
De club werd in 1911 opgericht als Eppenhausener FC 1911, Eppenhausen is een stadsdeel van Hagen. Eén jaar na de oprichting sloot een katholieke jongerenbeweging zich bij de club aan waardoor de club zich versterkte. Hierdoor sloot de club zich aan bij de West-Duitse voetbalbond en begon in de derde en laagste klasse. De eerste titel werd gevierd in 1913. Na het uitbreken van de Eerste Wereldoorlog werd de Ruhrcompetitie in meerdere districten opgedeeld en in 1915/16 kwam er een aparte reeks voor de regio Sauerland. In het tweede seizoen werd de club kampioen, er was echter geen verdere eindronde voor de algemene titel. Na de oorlog werden de reeksen weer samengevoegd en belandde de club in de tweede klasse. De club won wel een vriendschappelijke wedstrijd met 3:0 van het Zwitserse FC Basel. De club werd kampioen in de tweede klasse en ging het volgende seizoen in de Bergisch-Markse competitie spelen en dan in de groep Zuidwestfalen. De club werd kampioen en plaatste zich voor de finaleronde maar werd dan uitgeschakeld door Cronenberger SC 02. De club speelde vriendschappelijk tegen Slavia Praag en verloor met 1:2. De vier reeksen van Bergisch-Mark werden na dit seizoen samen gevoegd tot één reeks van tien clubs waarin Eppenhausen achtste werd. Hierna ging de club in de Zuidwestfaalse competitie spelen. De competitie werd over twee seizoenen gespreid en na de heenronde stond de club samen met FC Jahn Siegen aan de leiding. Omdat er wel jaarlijks een West-Duitse eindronde was moest er een testwedstrijd om de titel komen die gewonnen werd door Siegen. In de terugronde moest de club Siegen opnieuw voor laten gaan, deze club was intussen gefuseerd tot Sportfreunde Siegen.
In 1924 fuseerde de club met SV Schützpolizei Hagen en nam zo de naam SpVgg Hagen 1911 aan. Bij de heenronde van het volgende seizoen stond de club opnieuw tweede achter Siegen, hierdoor plaatste de club zich wel voor de West-Duitse eindronde, in een aparte ronde voor de vicekampioenen versloeg de club Duisburger FV 08 en werd dan door TuRU 1880 Düsseldorf verslaan. Na de terugronde bleef de club tweede. eindronde voor vicekampioenen werd geherstructureerd en er kwam een groepsfase met de zeven vicekampioenen, waarin de club laatste werd. Twee jaar later eindigde de club samen met TuRV Hagen 1872 op de eerste plaats en verloor in een beslissende wedstrijd de titel. Opnieuw mocht de club naar de West-Duitse eindronde en verloor nu meteen van Duisburger SpV. Het volgende seizoen werd de club laatste, maar werd gered van een degradatie omdat de Westfaalse competitie uitbreidde naar twee reeksen. De club herpakte zich dit seizoen en werd tweede achter TuRV Hagen. De volgende jaren eindigde SpVgg in de middenmoot. Na het seizoen 1931/32 werden beide reeksen weer samengevoegd en door een middelmatige plaats moest de club gedwongen naar de tweede klasse. Na dit seizoen werd de Gauliga ingevoerd als hoogste klasse. SpVgg moest gedwongen fuseren met Hagener SC 05 om zo Deutscher SC Hagen te vormen.
Na de Tweede Wereldoorlog werden alle Duitse voetbalclub ontbonden. Er werden nieuwe clubs opgericht die de naam Sportgemeinschaft hadden, de club uit Eppenhausen nam na een tijdje de naam SpVg Hagen 1911 aan. Begin jaren vijftig verzeilde de club in de Kreisklasse, de laagste reeks. Na één seizoen promoveerde de club weer naar de Bezirksliga en werd daar in 1960 bijna kampioen, maar moest de titel aan Concordia Bochum laten. In 1963 degradeerde club weer naar de Kreisklasse en bleef daar nu tot 1972. Drie jaar later dwong de club promotie af naar de Landesliga en bleef daar twee seizoenen. Tot midden jaren tachtig speelde de club nog in de Bezirksliga en degradeerde dan.

## Erelijst
Kampioen Ruhr-Sauerland
1917
Kampioen Bergisch-Mark-Zuidwestfalen
1924